# معروف زهران
معروف زهران مواليد عام 1955 مواليد مدينة قلقيلية شمال الضفة الغربية. درس اللغة الإنجليزية في جامعة القاهرة. انتمى لحركة فتح منذ طفولته، عمل لفترة بمطار الملكة علياء كمترجم لكبار السائحين والوفود، ثم عاد لأرض الوطن ليعمل مدرسا في المدرسة الشرعية بقلقيلية، انتخب عضوا للجنة الإقليم (حركة التحرير الوطني الفلسطيني - عين عام 1994 بعد استلام السلطة الوطنية لقلقيلية وبتكليف من الرئيس الراحل أبو عمار لجنة بلديتها ليصبح رئيسا لها لمدة عشر سنين (1995-2005).
كما أن السيد معروف زهران عضوا في الكثير من الجمعيات والمؤتمرات واللجان حيث لغاية الآن هو من أعضاء المجلس الوطني الفلسطيني وبعد انتهاء مدة ولايته بالبلدية، ثم خاض الانتخابات ولكن خسرت قائمته، وكانت للرئيس محمود عباس به نظرة لمستقبل الدولة وبناء مؤسساتها ولم شمل أهلها فاختاره ليكون مديرا عاما لوزارة الشؤون المدنية. ثم رقي لرتبة وكيل مساعد والان يشغل منصب نائب رئيس الهيئة العامة للشؤون المدنية برتبة وكيل ويعتبر معروف زهران من رجالات الإصلاح الذين لهم الباع الطويل في حل المشاكل وترأس عدة جهات إصلاح بقلقيلية وغيرها من المدن الفلسطينية ففي فترة توليه لمنصب رئيس البلدية بذل قصارى جهده ليبني قلقيلية من جديد التي كانت ترضخ للاحتلال وقلة المشاريع بها بسبب اهمال الاحتلال الإسرائيلي لها بعد أن شردوا أهلها عام 1967.
فقام السيد معروف زهران رئيس البلدية الأسبق بوضع قلقيلية تحت عينيه وصمم أن يبني هذه المدينة ويعوض أهلها ما خسروه إبان الاحتلال لها، من بنية تحتية ومدارس ومرافق صحية.
بعد إجراء الانتخابات المحلية الفلسطينية في 26 مارس 2022، قرر محمود عباس رئيس حركة فتح في 1 مايو 2022 فَصله من عضوية الحركة، وتجريده من الامتيازات والمراكز الحركية كافة؛ «لمخالفتهم لمبادئ الحركة والإضرار بمصالحها».